# أحمد زريق
أحمد زريق (مواليد 27 أكتوبر 1990 في لبنان) هو لاعب كرة قدم لبناني يلعب مع نادي العهد في الدوري اللبناني الممتاز كلاعب وسط. مثّل منتخب لبنان لكرة القدم بين عام 2009 و2012.

## الأهداف الدولية
| #  | التاريخ       | المكان        | الخصم  | التسجيل | النتيجة | المنافسة |
| -- | ------------- | ------------- | ------ | ------- | ------- | -------- |
| 1. | 22 يناير 2012 | صيدا، لبنان   | العراق | 1–0     | فوز     | ودية     |
| 2. | 11 مايو 2012  | طرابلس، لبنان | مصر    | 1–4     | خسارة   | ودية     |

## الإنجازات

### النادي
العهد
- الدوري اللبناني الممتاز: 2010–11
- كأس النخبة اللبناني: 2011–12

## وصلات خارجية
- أحمد زريق على موقع قاعدة بيانات كرة القدم.إي يو (الإنجليزية)
- أحمد زريق على موقع ناشيونال فوتبول تيمز (الإنجليزية)
- أحمد زريق على موقع Soccerway.com (الإنجليزية)
- أحمد زريق على موقع كووورة